# Бижутерия
Бижуте́рия (фр. bijouterie — торговля ювелирными изделиями; фр. bijou — драгоценность, прелесть, украшение) — украшения, в отличие от ювелирных изделий, сделанные из недорогих материалов. Разновидность декоративно-прикладного искусства.
В производстве бижутерии используют разнообразные металлы и их сплавы: бронзу, латунь, мельхиор (сплав меди, цинка и никеля), шпиатр, нейзильбер, алюминий, а также полудрагоценные (поделочные) камни, кораллы, янтарь, прозрачное и цветное стекло, пластмассы, керамику и даже дерево. Бижутерия в художественном отношении может не уступать ювелирным изделиям, всё зависит от мастерства и таланта художника, но стоимость таких изделий гораздо ниже, что и обеспечивает их популярность даже у состоятельных заказчиков.

## История
Искусство бижутерии возникло во Франции, в конце XVII века. Это связано с печально известными в истории искусства указами короля Людовика XIV «Против роскоши» 1689 и 1700 годов. Согласно указам, все серебряные и золотые изделия в стране необходимо было сдать на Королевский монетный двор для переплавки. Король намеревался таким способом поправить свои денежные дела. Королевские гвардейцы ходили по домам, включая, особняки приближённых ко двору, и отбирали всё, что могли найти. Хозяевам удавалось спрятать немного. Денег королю всё равно не хватило, а страна лишилась многих выдающихся произведений ювелирного искусства.
После отмены Нантского эдикта о свободе вероисповедания в 1685 году многие мастера: чеканщики, златокузнецы, гравёры и ювелиры, бывшие по цеховой традиции гугенотами голландского или немецкого происхождения, эмигрировали из Франции. В аристократических домах вынуждены были использовать фаянсовую посуду вместо золотой и серебряной и украшения из накладного серебра — плаке (фр. plaqué doublé). В средних слоях общества стали использовать изделия под названием «simili-luxe» (подобны роскоши) — суррогаты, багатели из дешёвых сплавов.
Ещё в XVI веке в Венеции стали изготавливать поддельный жемчуг, используя стеклянные бусины, заполненные изнутри воском. Позднее применяли специальную эссенцию (essence d’orient). В 1730 году немецкий химик и ювелир Йозеф Штрасс из Страсбурга наладил в Париже производство поддельных бриллиантов из стекла с относительно высоким показателем преломления световых лучей за счёт примеси глинозёма, извести и окиси натрия. В 1758 году он усовершенствовал способ изготовления стеклянного сплава из кремния, оксидов железа и алюминия, а также извести и соды. Такие «бриллианты» хорошо поддавались огранке и шлифованию. Они получили название по фамилии создателя: стразы. Штрасс сотрудничал с известным парижским ювелиром Георгом Михаэлем Бапстом.
Французский химик Огюст Виктор Луи Верней в 1870-х годах наладил процесс изготовления синтетических драгоценных камней. В 1902 году он открыл процесс «синтеза пламени», так называемый процесс Верней, который до настоящего времени используется в качестве недорогого средства для изготовления искусственного корунда, рубинов и сапфиров. С 1742 года богемский мастер Йозеф Ридль также проводил опыты по имитации драгоценных камней цветным стеклом. На заводе Ридля в городе Полубны (Чехия) изготавливали разновидности опалового цветного стекла, названные по имени его супруги Анны: аннагельб («жёлтый Анны») и аннагрюн («зелёный Анны»). В дальнейшем производство стеклянной бижутерии сконцентрировалось в городе Яблонец на севере Чехии, а вначале XX века за подобными изделиями закрепили названия «бижутерия», или «композит».
Древние римляне успешно имитировали натуральный жемчуг. Стеклянные бусины покрывали тонким слоем серебра, а затем, ещё раз, прозрачным стеклом. Такой «римский жемчуг» следует отличать от позднейших имитаций под тем же названием, при которых полую стеклянную бусину заполняли воском, а снаружи покрывали специальной эссенцией. В конце XVII века некий Жако, изготовитель чёток в своей мастерской в Пасси недалеко от Парижа стал имитировать жемчужины, обрабатывая стеклянные бусы эссенцией из чешуи уклейки, мелкой рыбки, которую он вылавливал в Сене. После небольшой обработки бусины приобретали перламутровый отблеск. Свою эссенцию он назвал «веществом для блеска» (фр. essence d’orient). Слово «orient» в то время означало и «восточный», и «блеск», в чём видят косвенное свидетельство того, что подобный рецепт был известен в Китае и Японии.
Имитацию драгоценных металлов и камней следует отличать от искусственно выращенных фианитов, рубинов, сапфиров, изумрудов, гранатитов, аметистов или культивированного жемчуга. Имитация относится к бижутерии, а искусственные камни используют в ювелирном искусстве. Многие знаменитые ювелирные фирмы, как например, Cartier, наряду с необычайно дорогими ювелирными изделиями, производят бижутерию, причём самого высокого художественного качества. В некоторых изделиях мастера Картье смело сочетают изысканно обработанные драгоценные материалы с самыми простыми: алюминием, деревом.
Существуют предприятия, обязанные своей славой исключительно бижутерии. В 1891 году чешский скрипач и талантливый инженер из Богемии Даниэль Сваровски изобрёл электрическую машину для шлифования хрусталя. В 1895 году основал вблизи Инсбрука (Тироль) завод по варке хрусталя и изготовлению бижутерии. Продукция фирмы Swarovski и в наши дни впечатляет высоким качеством обработки хрусталя, сверкающим не хуже бриллиантов, и художественной фантазией мастеров.